# Night Lovell
Night Lovell, pseudonimo di Shermar Cuba Paul (Ottawa, 29 maggio 1997), è un rapper canadese.

## Biografia
Night Lovell si è fatto conoscere col brano Dark Light, certificato oro dalla Recording Industry Association of America e platino dalla Music Canada, incluso nel mixtape d'esordio Concept Vague. Ha pubblicato quattro album in studio, fra cui il più recente I Hope You're Happy (2023), promosso da una tournée. Ha ricevuto un secondo disco d'oro dalla RIAA per Hot Demon Bitches Near U!!! (2021), una collaborazione con Corpse entrata nella Bubbling Under Hot 100.

## Discografia

### Album in studio
- 2016 – Red Teenage Melody
- 2019 – Goodnight Lovell
- 2021 – Just Say You Don't Care
- 2023 – I Hope You're Happy

### Mixtape
- 2014 – Concept Vague

### Singoli
- 2015 – Give Me the Keys (feat. Dylan Brady)
- 2017 – Whoever U Are
- 2017 – RIP Trust
- 2017 – Jamie's Sin
- 2018 – Joan of Arc (feat. Suicideboys)
- 2019 – Bad Kid
- 2019 – Fuck Codered (con Lil West)
- 2019 – Lethal Presence
- 2020 – I Heard You Were Looking for Me
- 2020 – Alone
- 2021 – A Lot (con Lindasson e FTG Reggie)
- 2021 – Counting Down the List
- 2021 – Hot Demon Bitches Near U!!! (con Corpse)
- 2022 – Mr. Make Her Dance
- 2022 – Eye Spy
- 2023 – My Day Is Ruined!

## Tournée
- 2024 – I Hope You're Happy Tour
- 2024 – Get Busy or Die North American Tour